# Preko
Preko es un municipio de Croacia en el condado de Zadar.

## Geografía
Se encuentra a una altitud de 7 m s. n. m. a 302 km de la capital nacional, Zagreb.

## Demografía
En el censo 2011 el total de población del municipio fue de 3 805 habitantes, distribuidos en las siguientes localidades:
- Lukoran - 503
- Ošljak - 29
- Poljana - 294
- Preko - 1 286
- Rivanj - 31
- Sestrunj - 48
- Sutomišćica - 336
- Ugljan - 1 278

| Gráfica de población de Preko 1857-2011                             |
|                                                                     |
| Según los censos de población de la oficina estadística de Croacia. |